# Большие Поля (Ленинградская область)
Больши́е Поля́ — деревня в Сланцевском городском поселении Сланцевского района Ленинградской области.

## История
Деревня Поля упоминается на карте Санкт-Петербургской губернии 1792 года, А. М. Вильбрехта.
Деревня Поля и в ней почтовая станция обозначены на карте Санкт-Петербургской губернии Ф. Ф. Шуберта 1834 года.

КАВРИГИНО ПОЛЕ — деревня принадлежит госпоже Мейер, число жителей по ревизии: 39 м. п., 58 ж. п. (1838 год)

Как деревня Поля с почтовой станцией она отмечена на карте профессора С. С. Куторги 1852 года.

БОЛЬШИЕ ПОЛЯ она же КОВРИГИНО — деревня действительного статского советника Майера, по почтовому тракту, число дворов — 21, число душ — 62 м. п. (1856 год)

ПОЛЯ — деревня владельческая при реке Плюссе, число дворов — 23, число жителей: 66 м. п., 57 ж. п.; Почтовая станция. (1862 год) 

Согласно карте 1863 года, в южной части деревни располагалась почтовая станция, а в северной, на безымянном ручье — водяная мельница.
В XIX — начале XX века деревня административно относилась к Выскатской волости 1-го земского участка 1-го стана Гдовского уезда Санкт-Петербургской губернии.
Согласно Памятной книжке Санкт-Петербургской губернии 1905 года, деревня называлась Ковригино-Поле и входила в Польское сельское общество.

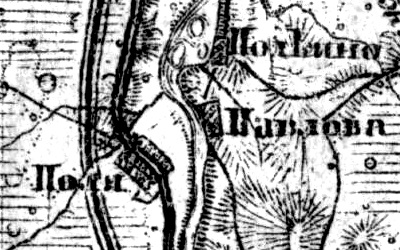
Деревня Большие Поля на карте 1919 года

Согласно карте Петроградской и Эстляндской губерний 1919 года деревня называлась Поля. В деревне, на безымянном ручье находилась водяная мельница.
С января 1927 года деревня находилась в составе Польского сельсовета Выскатской волости Гдовского уезда.
С августа 1927 года, в составе Рудненского района.
По данным 1933 года деревня Большие Поля являлась административным центром Польского сельсовета Рудненского района, в который входили 23 населённых пункта: села Карповщина и Свиридово; посёлки Гавриловский, Начинщино, Сижно; деревни Большие Поля, Большие Лучки, Большое Залесье, Вязовое, Горбово, Елазова Гора, Закуп, Замошье, Кукина Гора, Малое Залесье, Малые Лучки, Малые Поля, Перебор, Песвицы, Подкино, Поназница, Пустынька; выселок 9-й Разъезд, общей численностью населения 973 человека.
С 1 августа 1933 года — в составе Гдовского района.
С 1 января 1941 года — в составе Сланцевского района.
Деревня была освобождена от немецко-фашистских оккупантов 3 февраля 1944 года.
С 1952 года — в составе Пелешского сельсовета.
С 1963 года — в составе Кингисеппского района.
По состоянию на 1 августа 1965 года деревня Большие Поля входила в состав Новосельского сельсовета Кингисеппского района. С ноября 1965 года — вновь в составе Пелешского сельсовета Сланцевского района. В 1965 году население деревни составляло 748 человек.
По данным 1973 года деревня Большие Поля также входила в состав Пелешского сельсовета Сланцевского района.
По данным 1990 года деревня Большие Поля входила в состав Гостицкого сельсовета.
В 1997 году в деревне Большие Поля Гостицкой волости проживали 577 человек, в 2002 году — 731 человек (русские — 95 %).
В 2007 году в деревне Большие Поля Сланцевского ГП проживали 639 человек, в 2010 году — 589.

## География
Деревня расположена в западной части района на автодороге 41К-164 (Сланцы — Втроя) в месте примыкания к ней автодороги 41К-793 (Большие Поля — ур. Пустой Конец).
Расстояние до административного центра поселения — 3 км.
Расстояние до железнодорожной платформы Сланцы — 2,5 км.
Деревня находится на левом берегу реки Плюсса.

## Демография
| 1862 | 2007 | 2010 | 2017 |
| ---- | ---- | ---- | ---- |
| 123  | ↗639 | ↘589 | →589 |

## Улицы
Береговая, Дорожная, Полевая, Солнечная.